# La dama duende (película)
La dama duende es una película argentina de 1945 en blanco y negro, dirigida por Luis Saslavsky, con guion de los autores de la Generación del 27, María Teresa León y Rafael Alberti según la comedia homónima de Pedro Calderón de la Barca. Está protagonizada por Delia Garcés y Enrique Álvarez Diosdado. Fue estrenada en Buenos Aires el 17 de mayo de 1945. Ganó cinco Premios Cóndor de Plata en 1946, entre ellos el de mejor película.
Fue reconocida como la octava mejor película del cine argentino de todos los tiempos en la encuesta realizada por el Museo del Cine Pablo Ducrós Hicken en 1977, mientras que ocupó el puesto 38 en la edición de 2000.

## Sinopsis
Doña Ángelica -una hermosa joven recientemente viuda de 18 años- se enamora y quiere casarse con un Oficial del Ejército llamado Don Manuel, pero para ello debe burlar la vigilancia de su cuñada que desea enviarla al convento por el resto de su vida. Para ello elabora un ingenioso engaño que le permita comunicarse con Don Manuel de manera aparentemente misteriosa e inexplicable, apareciendo como un duende o fantasma.

## Actores
- Delia Garcés...Doña Angélica Pimentel "La Perulera"
- Enrique Álvarez Diosdado...Don Manuel Enrique
- Paquita Garzón ... Jerónima de Olmedo "la Jeronimilla"
- Manuel Collado Montes ...Don Juan
- Antonia Herrero ... Doña Guiomar
- Amalia Sánchez Ariño ... Juana
- Alejandro Maximino
- Helena Cortesina
- Andrés Mejuto ...Don Hernando Peralta
- Ernesto Vilches
- Manuel Perales
- María José
- Manuel Díaz de la Haza
- Francisco López Silva ... Don Luis, duque de Tarsis
- Consuelo Abad
- Félix Galimi
- Fulvio Galimi

## Premios
- Premios Cóndor de Plata (1946): mejor película, mejor director, mejor guion adaptado, mejor música y mejor producción.
- La Academia de Artes y Ciencias Cinematográficas de la Argentina le otorgó el premio Cóndor Académico a la mejor película de 1945.